# Seznam nizozemských fregat

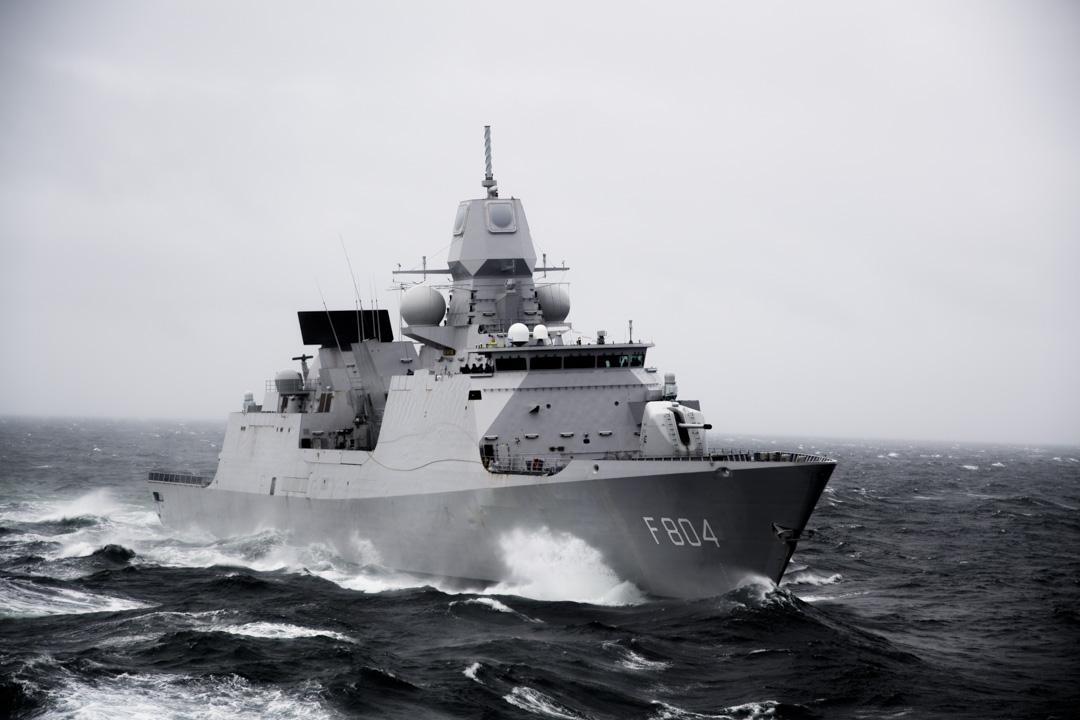
De Ruyter (F804)

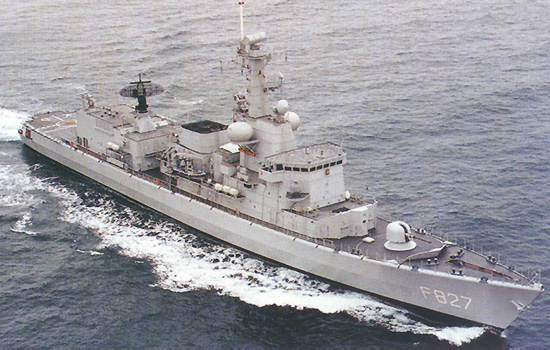
Karel Doorman (F827)

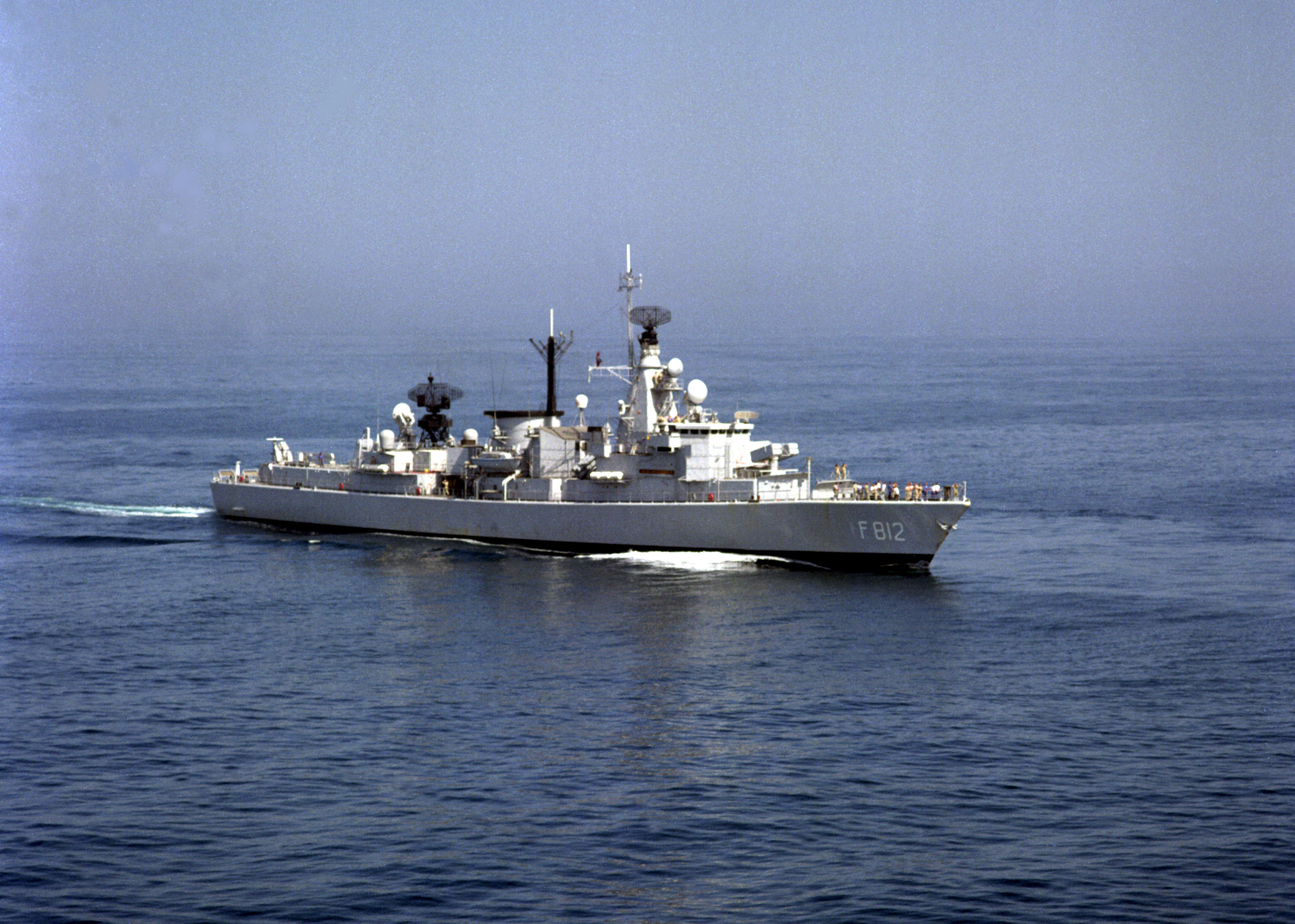
Jacob van Heemskerck (F812)

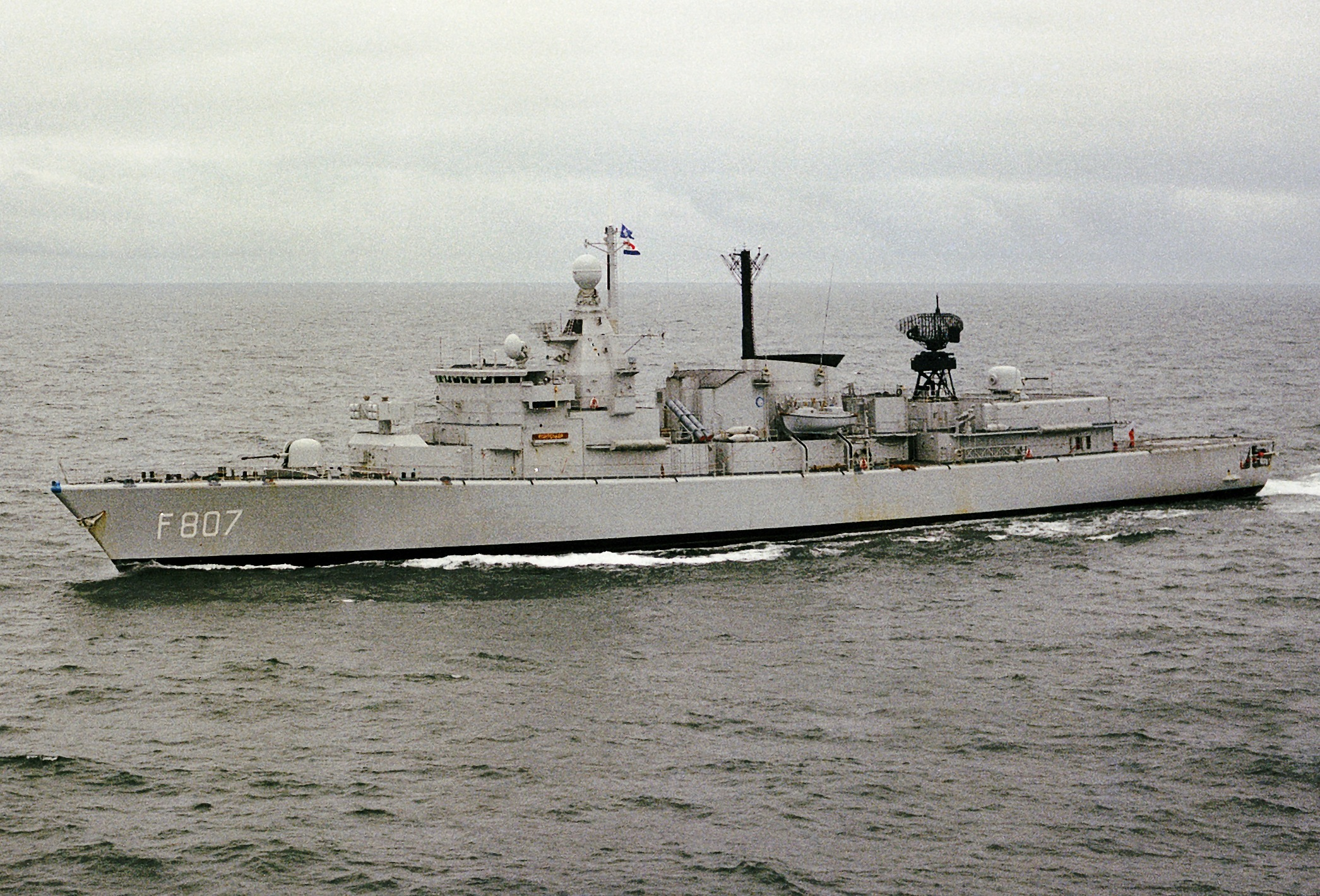
Kortenaer (F807)

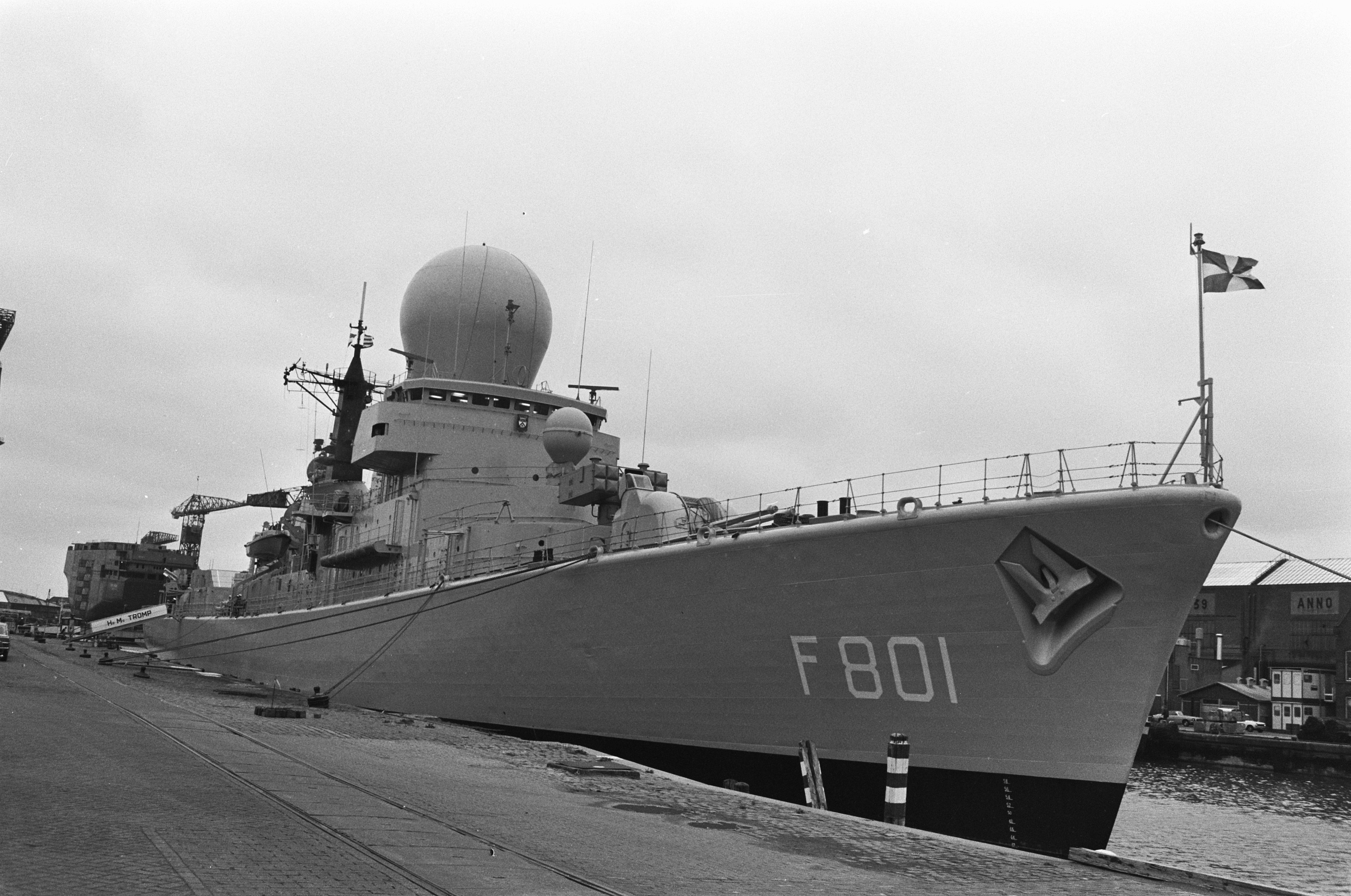
Tromp (F801)

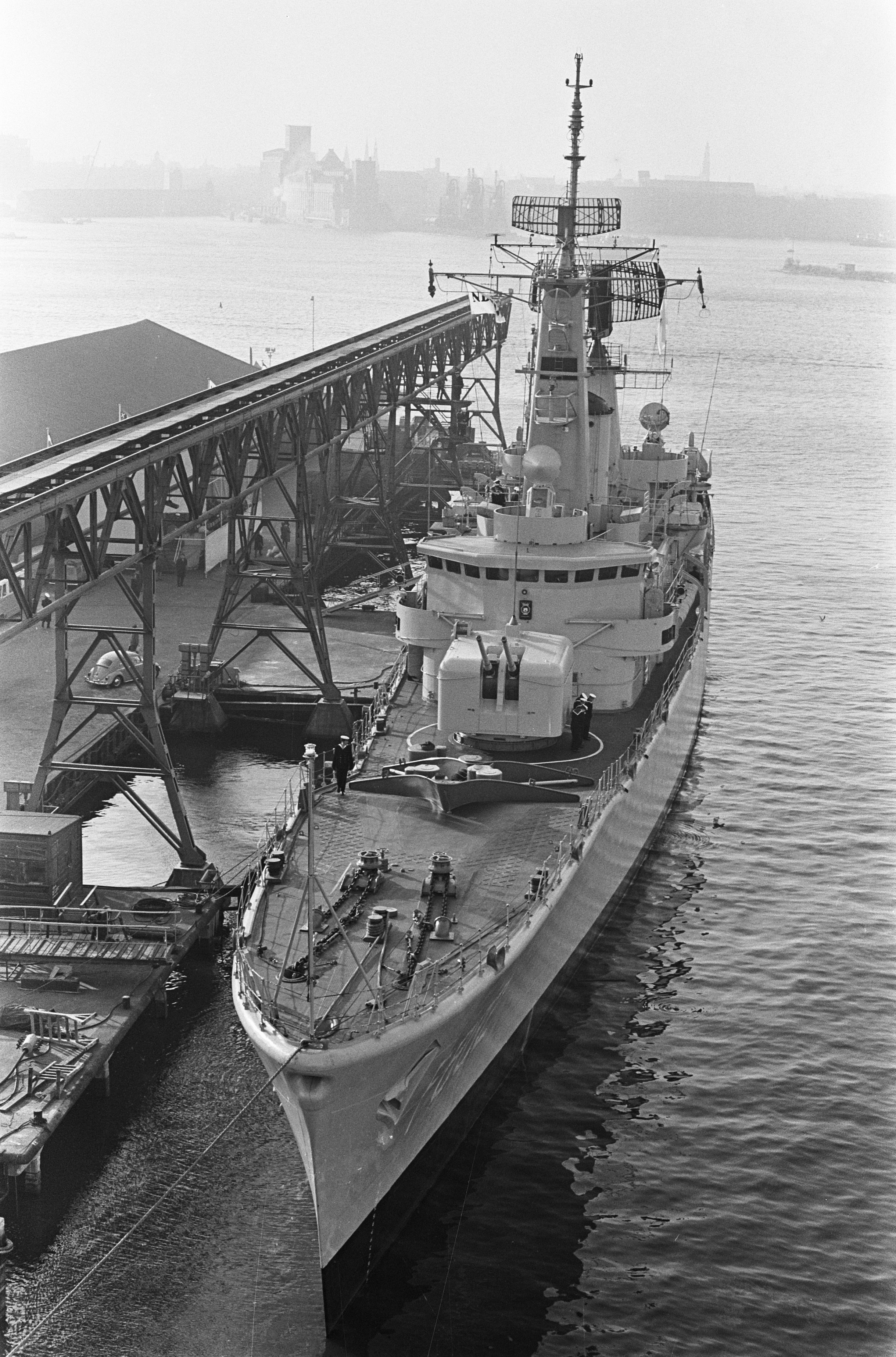
Van Speijk (F802)

Seznam nizozemských fregat zahrnuje všechny fregaty, které sloužily nebo slouží u Nizozemského královského námořnictva.

## Seznam lodí

### TřídaVan Speijk
- Van Speijk (F802) - vyřazena
- Van Galen (F803) - vyřazena
- Tjerk Hiddes (F804) - vyřazena
- Van Nes (F805) - vyřazena
- Isaac Sweers (F814) - vyřazena
- Evertsen (F815) - vyřazena

### TřídaTromp
- Tromp (F801) - vyřazena
- De Ruyter (F802) - vyřazena

### TřídaKortenaer
- Kortenaer (F807) - vyřazena
- Callenburgh (F808) - vyřazena
- Van Kinsbergen (F809) - vyřazena
- Banckert (F810) - vyřazena
- Piet Hein (F811) - vyřazena
- Pieter Floritz (F812) - vyřazena
- Witte de With (F813) - vyřazena
- Abraham Crijnssen (F816) - vyřazena
- Philips van Almonde (F823) - vyřazena
- Bloys van Treslong (F824) - vyřazena
- Jan van Brakel (F825) - vyřazena
- Pieter Florisz (F826) - vyřazena

### TřídaJacob van Heemskerck
- Jacob van Heemskerck (F812) - vyřazena
- Witte de With (F813) - vyřazena

### TřídaKarel Doorman
- Karel Doorman (F827) - vyřazena
- Wilem van der Zaan (F829) - vyřazena
- Tjerk Hiddes (F830) - vyřazena
- Van Amstel (F831) - aktivní
- Abraham van der Hulst (F832) - vyřazena
- Van Nes (F833) - vyřazena
- Van Galen (F834) - vyřazena
- Van Speijk (F828) - aktivní

### TřídaDe Zeven Provinciën
- De Zeven Provinciën (F802) - aktivní
- Tromp (F803) - aktivní
- De Ruyter (F804) - aktivní
- Evertsen (F805) - aktivní